# Альбрехт, Петер-Алексис
Петер-Алексис А́льбрехт (нем. Peter-Alexis Albrecht; род. 12 октября 1946, Ганновер) — немецкий юрист и криминолог.

## Биография
Альбрехт окончил юридический и общественный факультеты Гёттингенского университета в 1977 году. После окончания учёбы в 1977 году он защитил кандидатскую работу. После этого (1977—1991) он работал ассистентом, а потом профессором уголовного права в университетах в Мюнхене и Билефельде. C 1991 года он профессор уголовного права во Франкфуртском университете.
В 2004 году награждён орденом «За заслуги перед Федеративной Республикой Германия».